# Clinteria chloronota
Clinteria chloronota är en skalbaggsart som beskrevs av Blanchard 1850. Clinteria chloronota ingår i släktet Clinteria och familjen Cetoniidae. Inga underarter finns listade i Catalogue of Life.